# Rafael de Valenzuela Teresa
Rafael de Valenzuela Teresa (Saragossa, 16 de març de 1940) és un militar espanyol, II marquès de Valenzuela de Tahuarda, Capità general de la Regió Militar Pirinenca. Fill del també general Joaquín María Valenzuela y Alcíbar-Jáuregui i net de l'heroi de la guerra del Rif Rafael Valenzuela Urzáiz.
De 1993 a 1996 fou director de l'Acadèmia d'Infanteria de Toledo i governador militar de la província. En 1998 fou nomenat comandant militar de les províncies de Tarragona i Barcelona. En 1999 fou ascendit a tinent general i va substituir Víctor Suanzes Pardo com a cap de la Regió Militar Pirinenca. En octubre de 2000 va cessar en aquesta regió quan fou nomenat cap de la Regió Militar Sud. En maig de 2003 va passar a la reserva.